# Селяне (Тверская область)
 Селяне  — деревня в Западнодвинском муниципальном округе Тверской области.

## География
Находится в юго-западной части Тверской области на расстоянии приблизительно 4 км по прямой на северо-восток по прямой от железнодорожной станции в поселке Старая Торопа на левом берегу реки Торопа.

## История
Деревня уже была отмечена на карте Шуберта западной части России (1826—1840 года). В 1877 году здесь (деревня Торопецкого уезда Псковской губернии было учтено 15 дворов, в 1927 — 32. До 2020 года входила в состав ныне упразднённого Староторопского сельского поселения.

## Население
Численность населения: 87 человек (1877 год), 105 (русские 96 %) в 2002 году, 57 в 2010.